# Tarflon
Tarflon – poliwęglanowe tworzywo sztuczne, opracowane w 1969 r. przez japoński koncern Idemitsu Kosan. Charakteryzuje się bardzo dużą przezroczystością i odpornością na uderzenie. Jest samo gasnące. Jest używane m.in. do wytwarzania dysków optycznych, szyb motocyklowych, kasków, reflektorów samochodowych oraz ekranów akustycznych.
Jego wersja będąca kopolimerem poliwęglanu z siloksanem nosi nazwę „Tarflon Neo”.